# Giuliano Tagliasacchi
Giuliano Tagliasacchi (* 3. Februar 1914 in Monsummano Terme; † 16. Oktober 1999) war ein italienischer Fußballspieler und -trainer. Er spielte auf der Position eines Flügelstürmers.

## Karriere
Zur Saison 1938/39 wechselte er von seinem Heimatklub AC Pistoiese zum damaligen Serie B Verein AC Fiorentina. Hier schaffte er in seiner ersten Saison den Aufstieg in die Serie A. Er bestritt in jener Saison 21 Spiele und erzielte hierbei sieben Tore. In der folgenden Saison konnte Giuliano Tagliasacchi den ersten Titelgewinn seiner  Karriere verbuchen, er wurde mit dem AC Fiorentina italienischer Cupsieger.

## Vereine
- AC Pistoiese
- 1938/39 – 1939/40: AC Fiorentina Serie B: 21 Spiele – 7 Tore
- 1939/40 – 1940/41: AC Fiorentina Serie A: 25 Spiele – 6 Tore
- 1938/39 – 1940/41: AC Fiorentina Coppa Italia: 5 Spiele – 1 Tor
- 1940/41 – US Triestina

## Zusammenfassung
- Serie A 25 Spiele – 6 Tore
- Serie B 21 Spiele – 7 Tore
- Coppa Italia 5 Spiele – 1 Tor

Total: 51 Spiele – 14 Tore

## Erfolge
- Coppa Italia: 1939/40